# Поисевское сельское поселение
Поисевское се́льское поселе́ние — муниципальное образование в Актанышском районе Татарстана Российской Федерации.
Административный центр — село Поисево.

## История
Образован 28 сентября 1922 года как Поисевский сельсовет. Не позднее 1930 года в его состав вошло Аняково.
Статус и границы сельского поселения установлены Законом Республики Татарстан от 31 января 2005 года № 13-ЗРТ «Об установлении границ территорий и статусе муниципального образования "Актанышский муниципальный район" и муниципальных образований в его составе».

## Население
| 2010  | 2011  | 2012  | 2013  | 2014  | 2015  | 2016  |
| ----- | ----- | ----- | ----- | ----- | ----- | ----- |
| 1671  | ↘1669 | ↗1683 | ↘1678 | ↘1659 | ↘1640 | ↗1642 |
| 2017  | 2018  | 2019  | 2020  |       |       |       |
| ↗1643 | ↘1600 | ↘1577 | ↘1549 |       |       |       |

## Состав сельского поселения
| № | Населённый пункт | Тип населённого пункта       | Население |
| - | ---------------- | ---------------------------- | --------- |
| 1 | Аняково          | деревня                      | ↗282      |
| 2 | Поисево          | село, административный центр |           |